# Roque González de Santa Cruz
Roque González de Santa Cruz (Asunción, 1576 - Caaró bij São Miguel das Missões, 15 november 1628) was een Paraguayaanse jezuïet-missionaris, martelaar en is een katholieke heilige.
Hij stichtte verschillende jezuïetenreducties, zoals San Ignacio Miní en ook de steden Posadas en Encarnación. Roque González de Santa Cruz en zijn medebroeder Alonso Rodríguez S.J. werden op 15 november 1628 in Caaró (tegenwoordig in de provincie Rio Grande do Sul in Brazilië gelegen) door de caquique (hoofdman) Ñezú omgebracht. Op 17 november stierf hier ook de Spaanse jezuïet Juan de Castillo de marteldood.

## Verering
Het hart van Sint-Roque en de speer waarmee hij vermoord werd, bevinden zich tegenwoordig in de martelaarskapel bij het jezuïetencollege te Asunción. Roque en zijn medebroeders Alonso Rodríguez en Juan de Castillo werden op 16 mei 1988 door paus Johannes Paulus II heilig verklaard tijdens zijn bezoek aan Asunción. 
Roque is de patroon van Asunción, alsmede van de stad Posadas in Argentinië. Hij is de eerste gecanoniseerde heilige die in Paraguay is geboren.